# Sankt Lukas Kirke (Frederiksberg)
 For alternative betydninger, se Sankt Lukas Kirke. (Se også artikler, som begynder med Sankt Lukas Kirke)
Sankt Lukas Kirke ligger på Christian Richardts Vej i Frederiksberg Kommune.

## Historie
Kirkens arkitekt var Otto Valdemar Koch (1852-1902). Kirken var en af de 16, som Københavns Stiftsråd havde anbefalet lukket.

## Kirkebygningen
- Murdetalje
- Gavl

## Interiør
- Kirkerummet
- Kirkerummet
- Kirkerummet
- Kirkerummet set fra alteret
- Udsmykning omkring vinduer
- Vægmaleri af Mariæ Bebudelse kopi af Joakim Skovgaards maleri fra Viborg Domkirke.

### Alter
- Altertavlen, "Jesus åbenbarer sig for disciplene" malet af Frans Schwartz
- Pulpitur over alter
- Korkrucifix

### Prædikestol
- Prædikestol

### Døbefont
- Døbefont

### Orgel
- Orgelfacade

### Kirkeskib
- Kirkeskib

## Gravminder
Tekst mangler, hjælp os med at skrive teksten

### Literatur
- Storbyens virkeliggjorte længsler ved Anne-Mette Gravgaard. Kirkerne i København og på Frederiksberg 1860-1940. Foreningen til Gamle Bygningers Bevaring 2001. ISBN 87-87546-18-3

## Eksterne kilder og henvisninger
- Sankt Lukas Kirke hos KortTilKirken.dk